# Victor Franz Hess
Victor Franz Hess (Slot Waldstein nabij Deutschfeistritz (Oostenrijk), 24 juni 1883 – Mount Vernon (New York), 17 december 1964) was een Oostenrijks-Amerikaans natuurkundige. Voor de ontdekking van kosmische straling ontving hij in 1936 samen met Carl David Anderson de Nobelprijs voor de Natuurkunde.

## Biografie
Hess was de zoon van Vinzens Hess en Serafine Edle von Grossbauer-Waldstätt. Zijn vader was een koninklijke boswachter in dienst van prins Lodewijk van Oettingen-Wallerstein. Van 1893 tot 1901 genoot hij voortgezet onderwijs aan het Graz Gymnasium. Aansluitend ging hij naar de universiteit van Graz waar hij natuurkunde studeerde. Hij promoveerde er in 1910 met de hoogste Oostenrijkse onderscheiding voor een promovendus in die tijd – sub auspiciis imperatoris (onder toezicht van de keizer).
Van 1910 tot 1920 werkte hij als assistent onder Stefan Meyer bij het pas opgerichte Institut für Radiumforschung (Instituut voor radiumonderzoek), onderdeel van de Weense Academie van Wetenschappen. In 1921 reisde hij naar de Verenigde Staten, waar hij werkzaam was voor het U.S. Radium Corporation in Orange (New Jersey) en als Consulting Physicist voor het U.S. Bureau of Mines in Washington D.C. In 1923 keerde hij terug naar de universiteit van Graz, eerst als docent en vanaf 1925 als gewoon hoogleraar experimentele fysica.
Na hoogleraarschappen aan de universiteiten van Graz en Innsbruck vluchtte hij in 1938 met zijn echtgenote naar de Verenigde Staten om aan de nazi's te ontsnappen (Hess was uitgesproken antinazi en zijn vrouw Maria Bertha Warner Breisky was joods). Een Gestapo-officier had hem voortijdig gewaarschuwd dat zijn naam en die van zijn vrouw op een lijst van Oostenrijkse personen stonden om gedeporteerd te worden naar een concentratiekamp. In Amerika werd hij hoogleraar aan de Universiteit van Fordham in New York waar hij de rest van zijn wetenschappelijk carrière aanbleef. In 1944 werd hij Amerikaans staatsburger.

## Kosmische stralen
Begin jaren 1910 voerde Hess aan het Institut für Radiumforschung te Wenen het werk uit waarvoor hij in 1936 de Nobelprijs won. Reeds in 1785 had de Franse natuurkundige Charles-Augustin de Coulomb opgemerkt dat een geladen elektroscoop geleidelijk zijn lading verliest. Pas in 1907 had de Duitse jezuïetenpater Theodor Wulf aangetoond dat deze ontlading het gevolg is van wat hij Höhenstrahlung (hoogtestraling) noemde.
Geïntrigeerd door de bevindingen van Wulf besloot Hess de resultaten verder te testen door met een luchtballon van de Weense Kaiserliche und Königliche Österreichische Aeroklub nog hoger te gaan. Deze ballonvluchten vonden zowel overdag als ’s nachts plaats om de vermeende invloed van de zon uit te sluiten. Met zijn laatste vlucht wist hij uiteindelijk een hoogte te bereiken van 5350 meter.
De resultaten van Hess’ nauwgezette onderzoek werden gepubliceerd in de Verhandelingen van de Weense Academie van Wetenschappen en in het Physikalische Zeitschrift. Hij had vastgesteld dat het stralingsniveau tot ongeveer een kilometer hoogte afnam, maar daarboven aanzienlijk toenam. Op vijf kilometer was het stralingsniveau tweemaal zo hoog als de gemeten waarde op zeeniveau. Hiermee bevestigde hij Wulfs waarneming en concludeerde dat de straling uit de ruimte moest komen. Hess’ resultaten werden in 1925 bevestigd door de Amerikaanse natuurkundige Robert Millikan die het verschijnsel "kosmische straling" noemde. De ontdekking van kosmische straling opende de deur naar vele nieuwe ontdekkingen in de kernfysica.